# Storena annulipes
Storena annulipes là một loài nhện trong họ Zodariidae.
Loài này thuộc chi Storena. Storena annulipes được Ludwig Carl Christian Koch miêu tả năm 1867.